# Punta Arenas
Punta Arenas város Chile délkeleti végében, a Magellán-szoros északi partján. A Magellán-szoros és Chilei Antarktika nevű régió (Región de Magallanes y de la Antártica Chilena) székhelye.

## Éghajlata
Punta Arenas a mérsékelt övhöz tartozik. A hőmérséklet-ingadozás meglehetősen csekély. Az éves átlaghőmérséklet 6 °C körül ingadozik. A csapadék az egész év folyamán eloszlik, havonta körülbelül 25–45 mm csapadék hull. A városban valaha mért legalacsonyabb hőmérséklet 1964. június 25-én -16,4 °C volt.

## Története
A chiléhez tartozó kolóniát 1848. december 18-án alapították, miután Puerto del Hambre egy katonai felkelés során elpusztult.
A település a kezdetekben büntetőkolóniaként, majd később szabadkikötőként működött, amely a szén 1872-ben való felfedezése után és az angolok által bevezetett juhászat miatt egyre fontosabbá vált. Lakossága 1875-ben még csak 915 fő volt, 1884-ben már 4000 fő volt.
A város a világ egyik legfontosabb kereskedelmi útvonalának állomásaként rövidesen virágzóvá vált. Első nagyobb fellendülése a kaliforniai aranyláz idején következett be, amikor a klipperhajók kikötőjeként szolgált. A Panama-csatorna megnyitása után azonban a kikötő elvesztette jelentőségét, majd később, második fellendülésének idején a gyapjúkereskedelem chilei központjává vált.
A 19. század végén az asztúriai bevándorló José Menéndez (1846-1918), a portugál származású bálnavadász vállalkozó José Nogueira és a Braun család, amelynek lánya, Sara Braun és bátyja házassága után a három család összes vállalkozását az irányítása alá vonta, a város legerősebb gazdasági szereplőivé váltak. Vállalatuk jelentős szerepet játszott Dél-Patagónia és Tűzföld gazdasági fejlődésében, ennek azonban egyik mellékhatása az őslakos selk'nam nép erőszakos megtizedelése lett.

## Gazdaság
Fontos kikötő; 1977 óta Chile két szabad kikötőjének egyike, egyuttal a Déli-sarkra tartók indulóhelye is. A juhtenyésztés központja. Kikötőjéből húst és gyapjút egyaránt exportálnak. Jelentős a halászat és a régió erdőgazdálkodása.

## Nevezetes személyiségek
- Ramón Díaz Eterovic, író.
- Mateo Martinic (1931-), történész, író.
- Mariana Cox Méndez (1871-1914), író, feminista.

## Képek

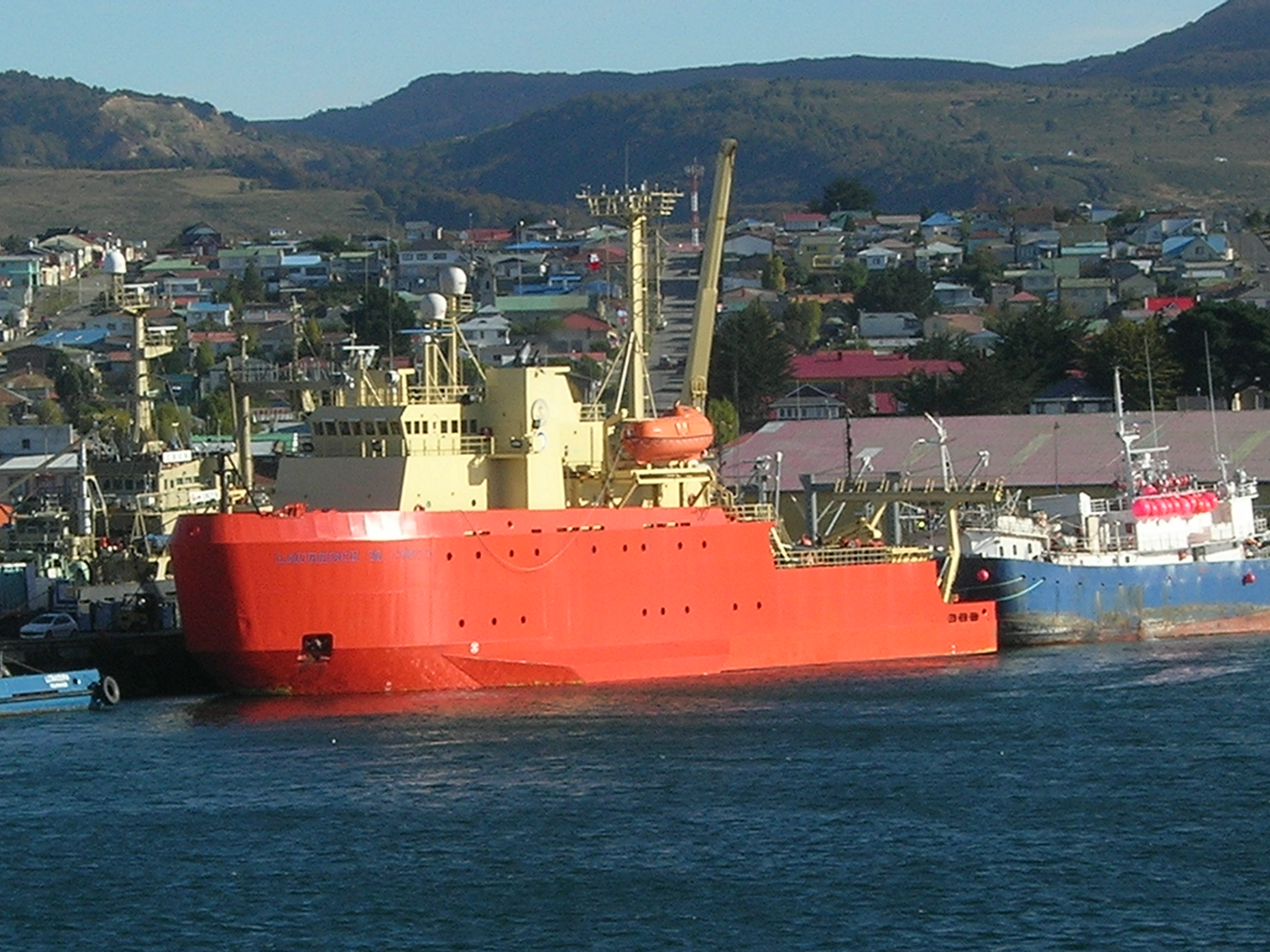
A Laurence M Gould jégtörő és lakóhajó a kikötőben.
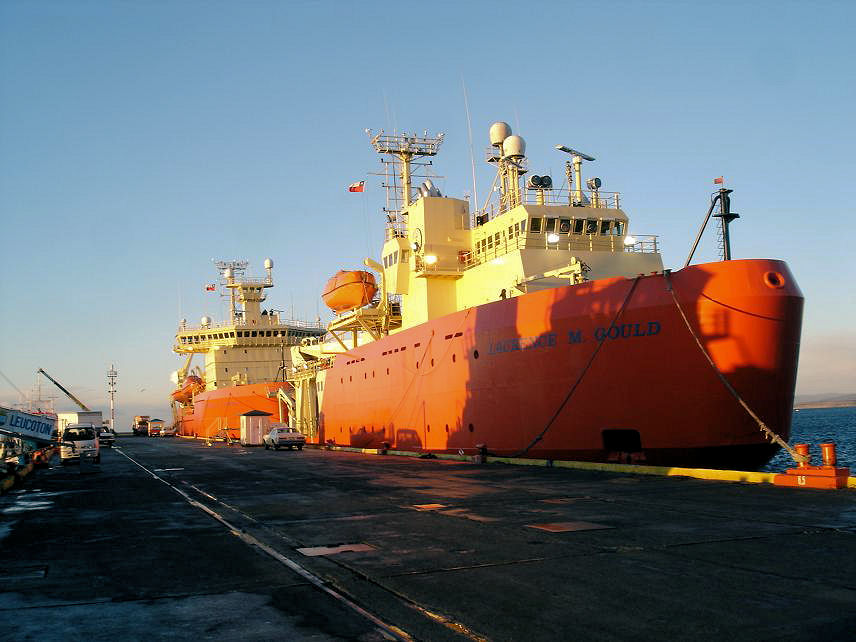
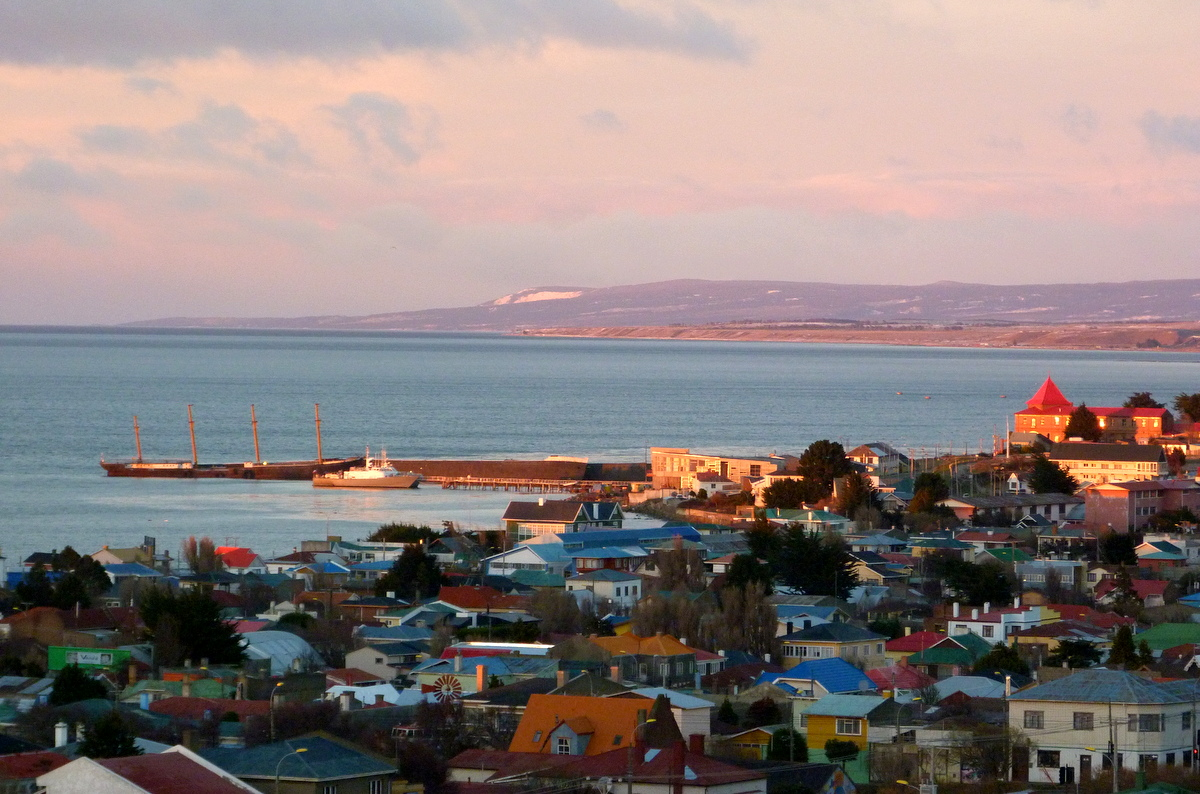
Kikötő
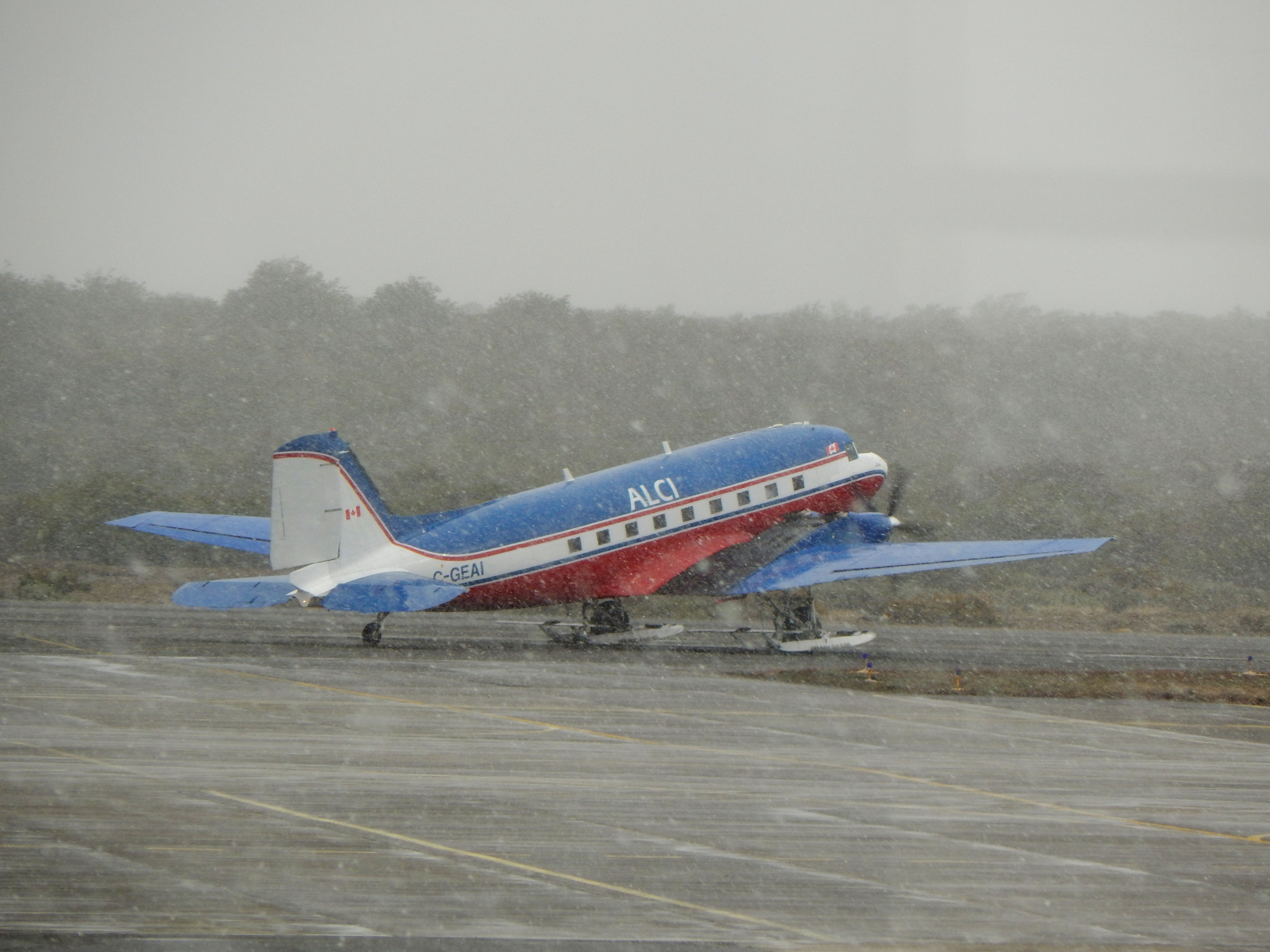
Déli sarkra tartó repülőgép pihenője Punta Arenasban
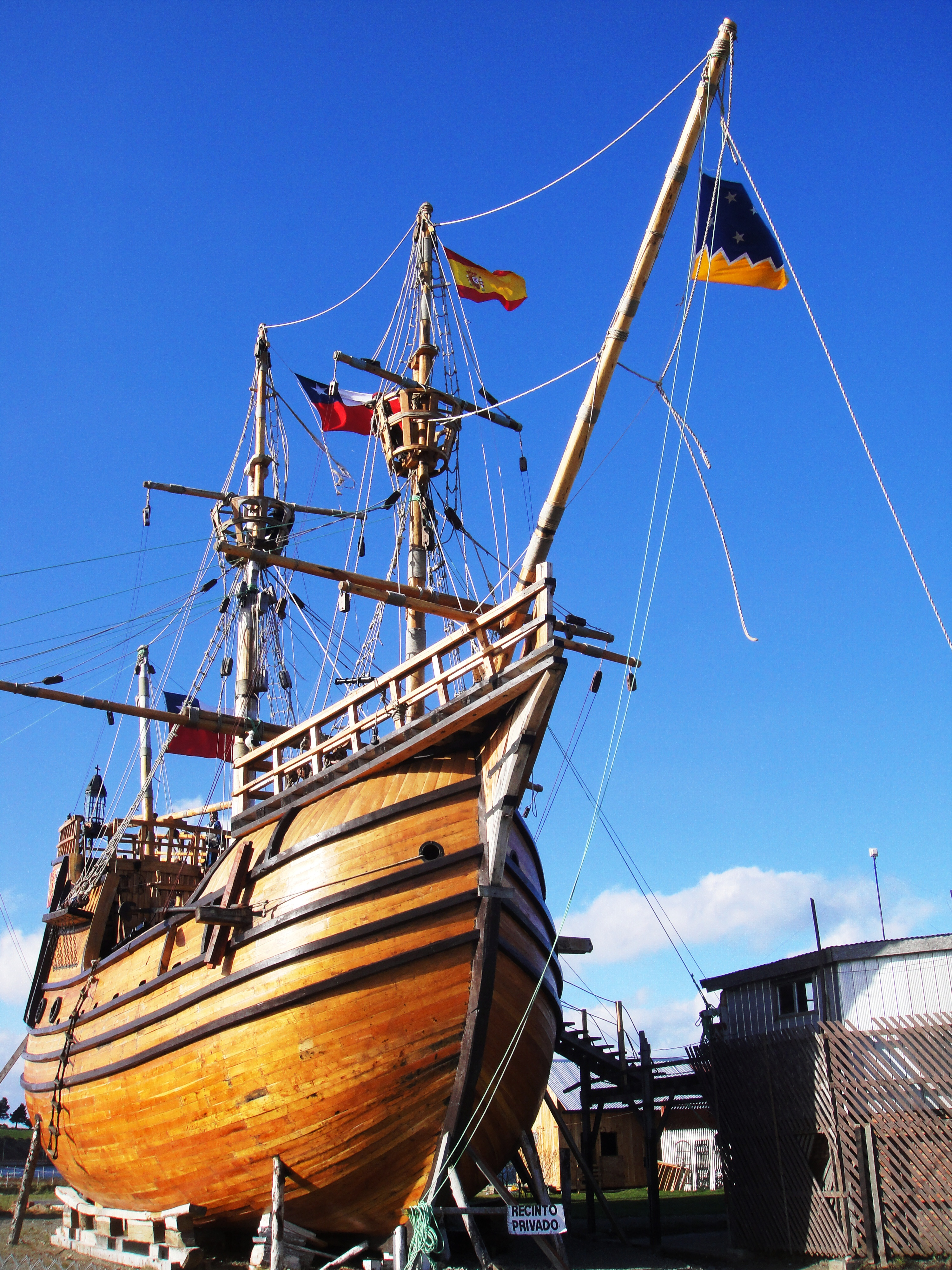
Nao Victoria